# 第74回高松宮記念杯競輪
第74回高松宮記念杯競輪は、2023年6月13日から18日まで、岸和田競輪場にて開催された、競輪のGI競走である。優勝賞金は4,590万円（副賞込み）。
今大会より、第49回大会（1998年）以来25年ぶりに6日制に戻った。

## レースプログラム
6日間で各5走。
1次予選では各選手とも2走し、その着順に応じて獲得したポイントの東西別合計上位選手が、4日目の2次予選に進出できる（それぞれの1-9位は青龍賞か白虎賞へ）。結果、東西ともにボーダーラインは10ポイント（のうち数名まで）となった。
| ポイント | 1着 | 2着 | 3着 | 4着 | 5着 | 6着 | 7着 | 8着 | 9着 | 棄権 |
| -------- | --- | --- | --- | --- | --- | --- | --- | --- | --- | ---- |
| 一次予1  | 10  | 9   | 8   | 7   | 6   | 5   | 4   | 3   | 2   | 1    |
| 一次予2  | 13  | 11  | 9   | 7   | 6   | 5   | 4   | 3   | 2   | 1    |

大会前半3日間の第9レース - 第12レースには、今回新設されたガールズケイリンのGIである第1回パールカップが組み込まれており、ガールズケイリンでは初のGI覇者を賭けて戦いが繰り広げられた。なお、当項目ではパールカップ決勝戦についても触れる。

## 決勝戦

### 競走成績
- 6月18日（日）第12レース[7][8][9][10][11]
- 誘導員…松田治之（大阪）[3][12]

| 着  | 番 | 選手名     | 齢 | 府県   | 期別 | 班 | 着差   | 上り | 決ま り手 | S/J H/B | 個人 状況      |
| --- | -- | ---------- | -- | ------ | ---- | -- | ------ | ---- | --------- | ------- | -------------- |
| 1   | 7  | 古性優作   | 32 | 大 阪  | 100  | S  |        | 11.2 | 差し      |         | 重注（押上げ） |
| 2   | 3  | 佐藤慎太郎 | 46 | 福 島  | 78   | S  | 1身1/2 | 10.8 | 差し      |         |                |
| 3   | 8  | 稲川翔     | 38 | 大 阪  | 90   | 1  | 1/4輪  | 11.2 |           |         | 重注（押上げ） |
| 3.5 |    |            |    |        |      |    |        |      |           |         |                |
| 4   | 5  | 松浦悠士   | 32 | 広 島  | 98   | S  | 1/2身  | 11.3 |           |         |                |
| 5   | 4  | 山田庸平   | 35 | 佐 賀  | 94   | 1  | 1/2輪  | 11.2 |           |         |                |
| 6   | 1  | 脇本雄太   | 34 | 福 井  | 94   | S  | 1輪    | 11.6 |           | JHB     |                |
| 7   | 2  | 郡司浩平   | 32 | 神奈川 | 99   | S  | 1/2輪  | 10.7 |           |         |                |
| 8   | 6  | 松井宏佑   | 30 | 神奈川 | 113  | 1  | 1身1/2 | 10.9 |           |         |                |
| 9   | 9  | 新山響平   | 29 | 青 森  | 107  | S  | 1/2身  | 11.3 |           |         |                |

### 配当金額
| 3=5 | 3,200円 | (15) |

| 3=7=8 | 9,910円 | (37) |

| 5-3 | 5,820円 | (26) |

| 7-3-8 | 37,340円 | (111) |

| 3=7 | 3,830円 | (15) |

| 3=7 | 590円   | (5)  |
| 7=8 | 700円   | (7)  |
| 3=8 | 3,130円 | (31) |

| 7-3 | 6,010円 | (20) |

### レース概略
脇本が新山を突っ張って先行し、番手を回った地元大阪の古性が、大会連覇。節目の300勝も達成した。松浦の中団4番手からの捲りは、古性と稲川に止められた。インを進んで来た佐藤が2着。

## パールカップ決勝戦

### 競走成績
- 6月15日（木）第12レース[17][18]

| 着 | 番 | 選手名   | 齢 | 府県 | 期別 | 級班 | 着差  | 上り | 決ま り手 | S/J H/B | 個人 状況    |
| -- | -- | -------- | -- | ---- | ---- | ---- | ----- | ---- | --------- | ------- | ------------ |
| 1  | 1  | 児玉碧衣 | 28 | 福岡 | 108  | L1   |       | 12.1 | 逃げ      | HB      |              |
| 2  | 2  | 久米詩   | 23 | 静岡 | 116  | L1   | 4身   | 11.9 | マーク    |         | 重注（斜行） |
| 3  | 6  | 坂口楓華 | 25 | 京都 | 112  | L1   | 3/4身 | 11.9 |           |         |              |
| 4  | 4  | 柳原真緒 | 26 | 福井 | 114  | L1   | 3/4身 | 11.9 |           |         |              |
| 5  | 7  | 那須萌美 | 32 | 宮崎 | 114  | L1   | 1/2身 | 11.6 |           |         |              |
| 6  | 5  | 荒牧聖未 | 33 | 栃木 | 102  | L1   | 1輪   | 11.8 |           | SJ      |              |
| 落 | 3  | 小林莉子 | 30 | 東京 | 102  | L1   |       |      |           |         | 落車棄権     |

### 配当金額
|  | 【未発売】 |

| 1=2=6 | 490円 | (2) |

|  | 【未発売】 |

| 1-2-6 | 1,220円 | (2) |

| 1=2 | 210円 | (1) |

| 1=2 | 120円 | (1) |
| 1=6 | 240円 | (4) |
| 2=6 | 270円 | (5) |

| 1-2 | 340円 | (1) |

## 特記事項
- 岸和田でのGI開催は、前年の第73回高松宮記念杯競輪に続いてで、同大会単独としては3年連続8回目（なお、次回も岸和田で開催された）。

- 今開催は、4年ぶりに入場制限が撤廃された[注 1]。

- 賞金が前年に続き大幅に拡充され、優勝賞金も前回より1,058万円増額された。

- 本大会は2025年日本国際博覧会（大阪・関西万博）協賛レースとなり[21]、公式キャラクターのミャクミャクも競輪場に登場している[22]。

- 今回は、競輪界初となるプロ野球とのコラボレーションを実施。6月3日・5日に行われた阪神対千葉ロッテ戦（甲子園球場）では「岸和田けいりんナイター」と銘打ち、JKAと岸和田競輪による冠協賛試合として開催された[23][注 2]。3日[注 3]の試合では、本大会に出場する古性優作による始球式が行われた[24]。また、最終日の18日には阪神OBの能見篤史と矢野燿大によるトークショーが行われた。

- 今開催をPRするテレビコマーシャルのナレーションは、声優の柿原徹也が担当（14日にはトークショーで来場）[25]。最終日のトークショーで来場した矢野燿大出演による「矢野燿大、競輪デビュー」と題した岸和田競輪場バンク訪問編も放映されていた。

- 初日の開会式での選手宣誓は、古性優作と柳原真緒が担当[26]。

- 第1回となったパールカップは単独の目標額は設定されなかったが、3日間の売上は13億3827万7300円[27]だった。

- シリーズ全体での目標額は125億円[28]だったが、シリーズ全体の総売上は116億5573万8900円[22][29]で、目標額には届かなかった。なお、各日ごとの売上額は、初日13億9599万1000円[30]、2日目13億2625万1300円[31]、3日目17億4248万9000円[32]、4日目18億2228万4300円[33]、5日目21億6506万9100円[34]、最終日32億365万4200円[29]。決勝の売上額は13億8748万8600円であった[注 4]。なお、高松宮記念杯競輪の売り上げが116億円を超えたのは、2009年の第60回大会以来14年ぶりになった。
  - 2億3918万9400円 - 本場
  - 44億3807万5300円 - 場外
  - 69億7847万4200円 - 電話・インターネット投票
  - 116億5573万8900円 - 計

### 放送関係
- 地上波の決勝戦中継は「坂上忍の勝たせてあげたいTV 第74回高松宮記念杯競輪決勝戦（GI）競輪界のアツい奴大集合SP」《日本テレビ系列全国ネット》[35]。ゲストは武井壮と五十嵐亮太、そして今大会のパールカップを優勝してガールズケイリンとして初のGIタイトルホルダーとなった児玉碧衣も急遽出演している[36]。解説は中野浩一、実況は筒井大輔が担当。

- 今回新設されたパールカップは、地上波の中継は組まれなかった。代替としてBS放送では、3日目の16:00 - 16:52[注 5]にBS日テレ[注 6]「ガールズケイリン革命！ 初開催 第1回パールカップ（GI）決勝戦」にて決勝戦の生中継が行われた[37]。司会は栗原恵、進行は宇垣美里、スタジオゲストは渚（当時尼神インター）と荒川ひかり（ガールズケイリン選手）、検車場レポーター（兼ゲスト）は吉田沙保里（当日にはトークショーで来場）、解説は高木真備（元ガールズケイリン選手）、実況は岩原紗也香（元ガールズケイリン選手、現小松島競輪場実況アナウンサー）で、ガールズケイリンの中継にちなんで出演者は全て女性であった。なお、司会・進行・ゲストは東京の日本テレビのスタジオから、レポーター・解説・実況は現地の岸和田競輪場から放送した。また、BS日テレでガールズグランプリ以外のガールズケイリンのレースが生中継されたのは2015年のガールズケイリンコレクション京王閣ステージをKEIRIN LIVE〜夢見マクリ!S級新聞社で中継して以来8年ぶりだった。

### 競走データ
- S級S班は、3年ぶりに全選手が出場した。なお、平原康多（落車棄権）と新田祐大（失格）は4日目の青龍賞で[38]、守澤太志は準決勝で、それぞれ敗退となった。

- パールカップの選手入場曲は、全レース通常開催で使われる『2 The Future』（PiSTE BROTHERS feat.湘南乃風 HAN-KUN）[注 7]。なお、ファンファーレは全レース通常のGI用が使われた（決勝戦のみ決勝戦用）。

- 4日目の青龍賞で新田の失格および平原と杉森輝大の欠場に伴い、東二次予選で4着だった眞杉匠、大森慶一、竹内智彦が準決勝に進出した[39]。

- 準決勝4個レース（東2・西2）のうち、3着で決勝に進んだのは松浦悠士。

- 昨年に続いてGI初優出は居なかった。うちS班は脇本雄太、古性優作、郡司浩平、松浦悠士、佐藤慎太郎、新山響平の6名。脇本－古性は今年のGI決勝3連続でのライン連係となった。

- 昨年大会に続いて決勝入りしたのは、古性優作と佐藤慎太郎と山田庸平と郡司浩平の4名。うち佐藤慎太郎には松本整が持つGI最年長優勝記録（45歳と0か月）の更新に期待がかかったが、2着であった。

- 脇本雄太は今回ただ一人、オール1着で決勝に駒を進めた。GIレースでは昨年のオールスター（5走）以来、高松宮記念杯においては2020年（4走）以来となる完全優勝がかかっていたが、突っ張り先行するも直線で沈み6着となった[13]。

- 優勝した古性は、2016年・2017年の新田以来の連覇を達成した。COVID-19の影響で禁じられた優勝胴上げも復活された[40]。4日間はラインの先頭を走り（初日落車もそこから連勝）、決勝で今大会初めて同じレースとなった脇本の番手を回った[41]。